# Кастеларе (Перуђа)
Кастеларе је насеље у Италији у округу Перуђа, региону Умбрија.
Према процени из 2011. у насељу је живело 18 становника. Насеље се налази на надморској висини од 673 м.